# Reinaldo Ventura
Reinaldo Miguel da Silva Ventura  (Vila Nova de Gaia, 16 de maio de 1978) é um jogador português de hóquei em patins. É conhecido nacional e internacionalmente pelos amantes do hóquei em patins.
Conhecido pela sua polivalência em campo e pelo seu fortíssimo remate de meia distância, joga pelo Óquei Clube de Barcelos após muitos anos no FC Porto e pela Seleção Portuguesa de Hóquei em Patins Masculino. Está desde jovem no FC Porto e já ajudou o clube a ganhar inúmeros títulos.
Ajudou o clube a ganhar o deca-campeonato, conseguindo um marco histórico, pois, entre 2001 e 2011, todos os títulos de Campeão Nacional foram ganhos pelo FC Porto. Para além destes 10 campeonatos, ganhou mais dois na época de 1998/1999 e 1999/2000.
A nível nacional, para além de campeão nacional, ganhou 9 Supertaças António Livramento e 8 Taças de Portugal. A nível internacional, venceu a Taça CERS (1995/1996) e foi finalista do mesmo torneio (2001/2002). Para além disso, foi por quatro vezes finalista da Liga Europeia (2003/2004; 2004/2005; 2005/2006 e 2012/2013).
Integrou a Selecção Nacional que conquistou o título de Campeã de Mundo, em 2003. Foi o capitão da Equipa das Quinas que foi vice-campeã da Europa em 2008.
A 18 de julho de 2016, foi feito Comendador da Ordem do Mérito.